# In onda
In onda è un programma televisivo italiano di genere talk di attualità e politica, in diretta su LA7 dal 28 giugno 2010.
Va in onda in diretta d'estate tutti i giorni alle 20:35 dopo il telegiornale nella fascia dell'access prime time, allungandosi alla prima serata occasionalmente.
Dal 2010 al 2013 e dal 2021 al 2023 è andato in onda anche nella stagione invernale nel weekend, mentre dal 2023 va in onda anche nella stagione invernale settimanalmente in prima serata.

## Il programma

### Gli inizi con Costamagna e Telese (2010-2011)
La sua prima puntata, è stato uno speciale trasmesso la domenica del 27 giugno 2010 dedicata alla strage di Ustica dal titolo Ustica - Tragedia nei cieli, per proseguire regolarmente le sue trasmissioni dal 28 giugno. Creato dai giornalisti Luisella Costamagna e Luca Telese, il programma è stato da loro condotto per le prime tre edizioni.
Inizialmente il programma era previsto solo nell'edizione estiva, conclusasi l'11 settembre 2010, ma, dato il successo, riprende il 18 settembre il sabato e la domenica con una durata di un'ora. Dal 16 aprile 2011 vede la partecipazione di Gene Gnocchi. Da lunedì 4 luglio 2011 fino al 9 settembre 2011 riprende le trasmissioni dal lunedì al venerdì nell'estate 2011 (con uno speciale andato in onda l'11 settembre 2011 in occasione del decimo anniversario dell'attentato alle Torri Gemelle); la scheda del programma è affidata a David Parenzo. Il 7 settembre 2011, con la conduzione Costamagna-Telese, il programma raggiunge il suo record storico di ascolti pari al 9,25% di share media.

### Gli anni successivi (2011-2016)
Nell'ultima puntata dell'edizione estiva, dopo l'annuncio da parte dell'emittente della sua sostituzione con Nicola Porro (alla presentazione dei palinsesti de LA7, nel giugno precedente, la sua presenza era invece stata ufficialmente confermata), Luisella Costamagna dà il suo addio alla trasmissione. Secondo la Costamagna, la sua sostituzione è stata una cosa inaspettata e ingiustificata, visti i dati d'ascolto in crescita nella versione estiva.

### Gli ultimi anni (2016-oggi)
Il programma riprende nell'estate del 2017, condotto da David Parenzo e Luca Telese proseguendo anche nelle estati del 2018 e del 2019 con la stessa conduzione.
Nell'estate del 2021 approda a In onda la giornalista Concita De Gregorio al fianco di David Parenzo.
Da settembre 2021 il programma proseguirà durante la stagione televisiva nel weekend sostituendo la consueta puntata del sabato di Otto e mezzo di Lilli Gruber e la parte iniziale del talk Non è l'Arena, che passa al mercoledì.
Nell'estate del 2022 Concita de Gregorio e David Parenzo conducono dal lunedì alla domenica il programma subito dopo il telegiornale di Enrico Mentana fino al 30 luglio. Dal 1º agosto, invece, alla conduzione ci sono Luca Telese e Marianna Aprile i quali condurranno il programma anche dal 27 dicembre 2022 al 7 gennaio 2023 sostituendo Otto e mezzo durante la pausa natalizia. Dal 2023 va in onda solo in prima serata la domenica sera, ma a seguito dei bassi ascolti è stato sospeso, riprendendo regolarmente la messa in onda nella stagione estiva successiva.

## Edizioni
| Edizioni | Prima puntata     | Ultima puntata    | Programmazione           | Collocazione                     | Conduzione          | Conduzione          | Conduzione          | Conduzione          |
| -------- | ----------------- | ----------------- | ------------------------ | -------------------------------- | ------------------- | ------------------- | ------------------- | ------------------- |
| 1ª       | 28 giugno 2010    | 10 settembre 2010 | dal lunedì al venerdì    | Access prime time                | Luisella Costamagna | Luisella Costamagna | Luca Telese         | Luca Telese         |
| 2ª       | 18 settembre 2010 | 3 luglio 2011     | il sabato e la domenica  | Access prime time                | Luisella Costamagna | Luisella Costamagna | Luca Telese         | Luca Telese         |
| 3ª       | 4 luglio 2011     | 9 settembre 2011  | dal lunedì al venerdì    | Access prime time                | Luisella Costamagna | Luisella Costamagna | Luca Telese         | Luca Telese         |
| 4ª       | 17 settembre 2011 | 1º luglio 2012    | il sabato e la domenica  | Access prime time                | Nicola Porro        | Nicola Porro        | Nicola Porro        | Nicola Porro        |
| 5ª       | 2 luglio 2012     | 7 settembre 2012  | dal lunedì al venerdì    | Access prime time                | Natasha Lusenti     | Natasha Lusenti     | Filippo Facci       | Filippo Facci       |
| 6ª       | 15 settembre 2012 | 30 giugno 2013    | il sabato e la domenica  | Access prime time                | Nicola Porro        | Nicola Porro        | Luca Telese         | Luca Telese         |
| 7ª       | 1º luglio 2013    | 7 settembre 2013  | dal lunedì al sabato     | Access prime time                | -                   | -                   | Luca Telese         | Luca Telese         |
| 8ª       | 30 giugno 2014    | 6 settembre 2014  | dal lunedì al sabato     | Access prime time                | Alessandra Sardoni  | Alessandra Sardoni  | Salvo Sottile       | Salvo Sottile       |
| 9ª       | 29 giugno 2015    | 5 settembre 2015  | dal lunedì al sabato     | Access prime time                | Francesca Barra     | David Parenzo       | Tommaso Labate      | Gianluigi Paragone  |
| 10ª      | 27 giugno 2016    | 11 settembre 2016 | dal lunedì al sabato     | Access prime time                | David Parenzo       | David Parenzo       | Tommaso Labate      | Tommaso Labate      |
| 11ª      | 3 luglio 2017     | 9 settembre 2017  | dal lunedì al sabato     | Access prime time                | David Parenzo       | David Parenzo       | Luca Telese         | Luca Telese         |
| 12ª      | 2 luglio 2018     | 8 settembre 2018  | dal lunedì al sabato     | Access prime time                | David Parenzo       | David Parenzo       | Luca Telese         | Luca Telese         |
| 13ª      | 1º luglio 2019    | 8 settembre 2019  | dal lunedì al sabato     | Access prime time                | David Parenzo       | David Parenzo       | Luca Telese         | Luca Telese         |
| 14ª      | 29 giugno 2020    | 5 settembre 2020  | dal lunedì al sabato     | Access prime time                | David Parenzo       | David Parenzo       | Luca Telese         | Luca Telese         |
| 15ª      | 28 giugno 2021    | 11 settembre 2021 | dal lunedì al sabato     | Access prime time                | David Parenzo       | David Parenzo       | Concita De Gregorio | Concita De Gregorio |
| 16ª      | 25 settembre 2021 | 3 luglio 2022     | il sabato e la domenica  | Access prime time                | David Parenzo       | David Parenzo       | Concita De Gregorio | Concita De Gregorio |
| 17ª      | 4 luglio 2022     | 30 luglio 2022    | dal lunedì alla domenica | Access prime time                | David Parenzo       | David Parenzo       | Concita De Gregorio | Concita De Gregorio |
| 17ª      | 1º agosto 2022    | 9 settembre 2022  | dal lunedì alla domenica | Access prime time                | Luca Telese         | Luca Telese         | Marianna Aprile     | Marianna Aprile     |
| 18ª      | 10 settembre 2022 | 25 giugno 2023    | il sabato e la domenica  | Access prime time                | David Parenzo       | David Parenzo       | Concita De Gregorio | Concita De Gregorio |
| 18ª      | 27 dicembre 2022  | 7 gennaio 2023    | dal lunedì al sabato     | Access prime time                | Luca Telese         | Luca Telese         | Marianna Aprile     | Marianna Aprile     |
| 19ª      | 3 luglio 2023     | 9 settembre 2023  | dal lunedì alla domenica | Access prime time                | Luca Telese         | Luca Telese         | Marianna Aprile     | Marianna Aprile     |
| 20ª      | 16 settembre 2023 | 17 settembre 2023 | dal sabato alla domenica | Access prime time                | Luca Telese         | Luca Telese         | Marianna Aprile     | Marianna Aprile     |
| 20ª      | 26 dicembre 2023  | 6 gennaio 2024    | dal lunedì al sabato     | Access prime time                | Luca Telese         | Luca Telese         | Marianna Aprile     | Marianna Aprile     |
| 20ª      | 24 settembre 2023 | 7 gennaio 2024    | la domenica              | Prima serata                     | Luca Telese         | Luca Telese         | Marianna Aprile     | Marianna Aprile     |
| 21ª      | 15 giugno 2024    | 8 settembre 2024  | dal lunedì alla domenica | Access prime time / Prima serata | Luca Telese         | Luca Telese         | Marianna Aprile     | Marianna Aprile     |
| 22ª      | 21 dicembre 2024  | 6 gennaio 2025    | dal lunedì alla domenica | Access prime time                | Luca Telese         | Luca Telese         | Marianna Aprile     | Marianna Aprile     |
| 23ª      | 14 giugno 2025    | 21 giugno 2025    | sabato e domenica        | Access prime time                | Luca Telese         | Luca Telese         | Marianna Aprile     | Marianna Aprile     |
| 23ª      | 28 giugno 2025    | in corso          | dal lunedì alla domenica | Access prime time                | Luca Telese         | Luca Telese         | Marianna Aprile     | Marianna Aprile     |

## Puntate speciali
- 27 giugno 2010, Ustica - Tragedia nei cieli, dedicato alla strage di Ustica, condotto da Luisella Costamagna e Luca Telese.
- 11 settembre 2011, 11 settembre: non siamo più tutti americani, dedicato agli attentati dell'11 settembre 2001, condotto da Luisella Costamagna e Luca Telese.
- 6 settembre 2024, intervista all’imprenditrice Maria Rosaria Boccia a seguito delle dimissioni del ministro Gennaro Sangiuliano, condotto da Luca Telese e Marianna Aprile, in onda eccezionalmente in prima serata di venerdì.

## Sigla
Per le prime 3 edizioni viene usata come sigla la canzone Starz in Their Eyes di Just Jack. Nella quarta edizione viene sostituita con Baba O'Riley degli The Who. Nella quinta edizione la sigla è Breaking the Law dei Judas Priest. Dalla sesta edizione la sigla è Gold on the Ceiling dei Black Keys. Per l'edizione dell'estate 2016 è stata invece utilizzata come sigla di chiusura Vorrei ma non posto di J-Ax e Fedez. Nella 14ª edizione, la sigla dell’anteprima è Living In A Ghost Town dei The Rolling Stones.

## Spin-off

### In onda - Prima serata
In onda dal 2015 d'estate il martedì e il giovedì tra l'access prime time e la prima serata.

### Fuori onda
Dal 17 gennaio al 16 giugno 2016 David Parenzo e Tommaso Labate hanno condotto ogni domenica Fuori onda, spin-off di In onda.

### Libri - In onda
È andato in onda nella serata del 17 dicembre 2022, subito dopo In onda con la conduzione affidata a Concita De Gregorio. La puntata ha ottenuto 319.000 spettatori, pari al 1,80% di share.